# Bruno Parma
Bruno Parma é um jogador de xadrez da antiga Iugoslávia com participação nas Olimpíadas de xadrez de 1962 a 1980. Bruno conquistou quatro medalhas de prata por equipes (1962, 1964, 1968 e 1974) e duas de bronze (1970 e 1980), sempre jogando em rankings de tabuleiros diferentes. Sua melhor colocação individual foi um sexto lugar em 1978 no segundo tabuleiro reserva.